# 聖俗音樂節
聖俗音樂節（波蘭語：Festiwal Sacrum Profanum）是一個呈現二十世紀音樂的活動，被譽為歐洲最有趣的音樂節。這個音樂節呈現引領風潮的音樂，並遊走在現代音樂的各項分野之間，儘管常被視為晦澀難懂，卻也是充滿野心的前瞻性音樂實驗室。這個音樂節的重要性在於同時有古典樂團（現代樂團、弦樂四重奏樂團 、警鈴將響樂團等）及現代非主流樂團（如電臺司令的強尼·格林伍德、詩格洛絲、發電廠樂團等）共同參與。
音樂節的名稱中之單詞Sacrum與Profanum，便是借用拉丁文「聖」與「俗」的對照理念，來凸顯兩種音樂領域的異同。